# 広島県道389号草深古市松永線
広島県道389号草深古市松永線（ひろしまけんどう389ごう くさぶかこいちまつながせん）は、広島県福山市から尾道市を経由して、福山市に至る一般県道である。

## 概要
福山市沼隈町大字草深から尾道市浦崎町を経由して、福山市藤江町に至る。

### 路線データ
- 起点：福山市沼隈町大字草深（福山市沼隈支所入口交差点、広島県道47号鞆松永線交点）
- 終点：福山市藤江町（広島県道47号鞆松永線交点）
- 総延長：7.3 km

## 歴史
- 1960年（昭和35年）10月10日 - 広島県告示第682号により広島県道251号草深古市松永線として認定される。
- 1966年（昭和41年）5月1日 - 福山市・松永市が対等合併して改めて福山市が設置されたことに伴い、終点の地名表記が変更される（松永市藤江町→福山市藤江町）。
- 1972年（昭和47年）11月1日 - 広島県道の番号再編により現行の路線名称・路線番号に変更される。
- 2005年（平成17年）2月1日 - 沼隈郡沼隈町が福山市に編入されたことに伴い、福山市を起終点とし、途中に尾道市の飛地を挟み込む路線になる。

浦崎地区が松永市や沼隈郡沼隈町ではなく尾道市との合併を選択した背景には自治体規模の大きさや船便で直接尾道市中心部に行けたことが理由とされる。しかし、編入から半世紀たってもいまだに船便以外の手段で尾道市域を出ずに尾道市中心部と往来することはできず、昭和の大合併の弊害を垣間見ることができる。

## 路線状況

### 道路施設

#### 橋梁
- 春辺橋（山南川、福山市）

## 地理

### 通過する自治体
- 広島県
  - 福山市 - 尾道市 - 福山市

### 交差する道路
| 交差する道路            | 市町村名 | 交差する場所   | 交差する場所                    |
| ----------------------- | -------- | -------------- | ------------------------------- |
| 広島県道47号鞆松永線    | 福山市   | 沼隈町大字草深 | 福山市沼隈支所入口交差点 / 起点 |
| 広島県道53号            | 福山市   | 沼隈町大字常石 | [ 注釈 1 ]                      |
| 広島県道365号戸崎下組線 | 尾道市   | 浦崎町         |                                 |
| 広島県道47号鞆松永線    | 福山市   | 藤江町         | 終点                            |

### 沿線
- 福山市役所 沼隈支所
- 常石港 - 百島・向島・尾道市中心部に通じるフェリーボート（備後商船）の発着する港。
- 常石造船常石工場 - 敷地内の本路線沿いにファミリーマート常石店（一般客の利用も可能）を併設している。
- 福山市立常石ともに学園
- 尾道市役所浦崎支所
- 境ヶ浜 - 近辺にはリゾートホテルやアンクル船長の館（柳原良平のミュージアム）がある。以前は総合リゾート施設・マリンパーク境ガ浜だったが閉鎖された。
- 沖ノ観音 - 干潮時に本土とは砂州でつながる小島にある観音